# Magdalen Laver
Magdalen Laver – wieś i civil parish w Anglii, w hrabstwie Essex, w dystrykcie Epping Forest. W 2011 roku civil parish liczyła 232 mieszkańców.